# 血紅色
血紅色是紅色系當中一種比較暗的色調，用以比擬人類血液的顏色。事實上，人類的血液其實由红血球、白血球及血浆組成，而白血球本身的顏色是白色、血漿是黃色，甚至連紅血球在帶氧或帶二氧化碳時的顏色亦有所不同，所以無法可以用來準確描述顏色。人類血液的紅色來源，是源於構成血红蛋白成份的鐵質，而隨着血紅蛋白與不同的氣體結合，會令血液呈現出從緋紅色到深啡紅色的色調；在特殊程況甚至還會呈現出橙色。對於一些定義，血紅色有時甚至是指乾涸了的血液的顏色。

## 變化
不同來源對血紅色的定義皆不同。以下列出部分定義：

#### 月經紅
月經紅（英語：Period Red）是Pantone因應瑞典女性用品品牌Intimina的請求，為協助掃除對月經的污名化，從而將這名字指定於一種紅色色調。這種紅色色調較原來各個血紅色的定義更為明亮。在華語地區，亦有隨同對月經的避違而稱呼這種紅色為姨媽紅。

## 參看
- 牛血（英语：Oxblood）